# Астрония
Астро́ния (лат. Astronia) — род многолетних растений семейства Меластомовые (Melastomataceae).

## Ботаническое описание
Кустарники или небольшие деревья с гладкими или опушёнными, цилиндрическими или ребристыми стеблями.
Листья обычно супротивные, сидячие или черешковые. Листовые пластинки обычно опушённые, цельнокрайные.
Соцветия располагаются на концах побегов. Гипантий колокольчатой формы, гладкий или опушённый. Лепестки белого или сиреневого цвета, в количестве четырёх или пяти. Чашечка разделена на 3—8 долей, иногда незаметных.Тычинки равные по длине, в количестве 8—12, с короткими нитями и небольшими, обычно продолговатыми пыльниками. Столбик пестика короткий, рыльце головчатое.
Плоды — почти шаровидные коробочки, с мелкими линейными или линейно-ланцетными семенами.

## Распространение
Распространены в Китае, Малайзии, Филиппинах, а также на островах Тихого океана.

## Некоторые виды
- Astronia bicolana Elmer, 1939
- Astronia bulusanensis Elmer, 1939
- Astronia ferruginea Elmer, 1911
- Astronia formosana Kaneh., 1917
- Astronia gitigensis Elmer, 1911
- Astronia glauca Merr., 1905
- Astronia macrophylla Blume, 1826
- Astronia meyeri Merr., 1905
- Astronia papitaria Blume, 1835
- Astronia purpuriflora Elmer, 1939
- Astronia smilacifolia Triana, 1872
- Astronia viridiflora Elmer, 1911